# Palais d'été de Boukhara
Ne doit pas être confondu avec Ancien palais d'été, Palais d'été (Saint-Pétersbourg) ou Palais d'été.
Le palais d'été, ou palais Sitoraï Mokhi Khossa (en ouzbek : Sitorai Mohi Xossa Saroyi, en tadjik : ‍Ситора‍и Мохи Хосса Сарой (ce qui signifie : comparable aux étoiles et à la Lune)) est l'ancienne résidence d'été des émirs de Boukhara (aujourd'hui en Ouzbékistan). 
Il se trouvait à l'époque dans les environs de la ville de Boukhara (à 4 km au nord) et fut construit de 1912 à 1918. Les émirs en furent chassés lorsque les bolchéviques s'emparèrent de l'émirat (autrefois protectorat de l'Empire russe) en 1920.
Le palais abrite aujourd'hui le musée des arts décoratifs et appliqués de Boukhara.

## Historique
Le palais est construit à l'emplacement d'une ancienne résidence des émirs construite au milieu du XIXe siècle, dont il ne subsiste rien. La résidence est construite entre 1912 et 1918 dans le style européen avec des rappels de l'architecture persane, pour le dernier émir, Séïd-Alim-Khan. Des maîtres d'œuvre et artisans locaux prirent part à la construction, comme Hassanjon Oumarov, Abdoullo Gafourov, Rakhim Khaïetov, Ibrahim Hafizov, Chirine Mouradov, etc., avec deux ingénieurs russes, Margoulis et Sakovitch, qui étaient au service de la cour de l'émir.
Une partie du palais était réservée au harem de l'émir, un corps de bâtiment aux salles de réception et aux appartements de l'émir et un pavillon octogonal aux invités.
Les salles de réception sont construites à l'occidentale, l'émir ayant fait ses études dans sa jeunesse à Saint-Pétersbourg, il était sensible au mode de vie à l'européenne. Les murs du salon blanc - œuvre de Chirine Mouradov - sont entièrement recouverts de gantch blanc finement ciselé sur un fond de miroirs. Le boudoir d'entrée est peint de bouquets de fleurs à la persane, la salle de jeux est décorée de panneaux dorés et de mosaïques de miroirs. Divers cadeaux offerts à l'émir sont exposés dans ces salles.

## Musée

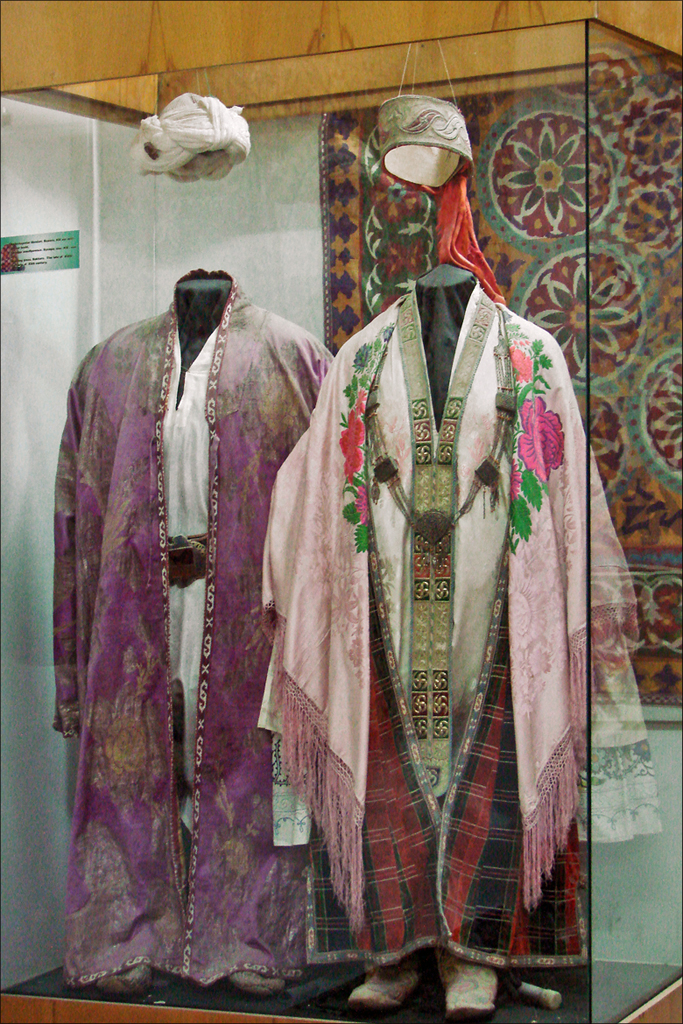
Une des vitrines consacrées aux vêtements traditionnels

Le musée ouvre en 1927 et comprend alors trois départements : « la vie des anciens émirs », « l'artisanat de Boukhara » et « l'histoire de la Révolution de Boukhara ». Le premier conservateur ouzbek de l'histoire, Moussadjan Saïdjanov, prend une part active à l'organisation du musée.
En 1933, l'édifice devient une annexe du musée de Boukhara, avec le statut de musée régional. De nouvelles salles d'exposition sont ouvertes au public et la collection est agrandie. Tout est transformé en 1948, lorsque l'exposition permanente est renommée « Art et artisanat populaire de Boukhara ». De nouveaux départements sont formés : « l'art monumental de Boukhara », « l'art appliqué », « l'art de la calligraphie et de la miniature », l'« art musical populaire » et « les liens culturels de Boukhara avec les États frères voisins ».
En 1954, une grande partie du palais est réservée aux travailleurs de l'union des syndicats d'URSS pour leurs congés. Le musée est confiné à neuf salles. Le musée reçoit le nom de « musée de l'artisanat populaire ».

## Aujourd'hui
Le musée s'appelle aujourd'hui « musée des arts décoratifs et appliqués » et comprend les expositions permanentes suivantes :
- Intérieur de la résidence d'été (bâtiment principal): sont exposés du mobilier du tournant du XIXe siècle et du XXe siècle, de la porcelaine chinoise et japonaise, des bijoux issus des ateliers de Boukhara et de l'orfèvrerie locale.
- Vêtements boukhariotes du tournant du milieu du XIXe siècle au début du XXe siècle: exposition au pavillon octogonal, avec nombre de vêtements brodés d'or[5] et accessoires des grands personnages de l'époque
- Broderies de la région de Boukhara et vaisselle de la fin du XIXe siècle et du début du XXe siècle (tapis, linge, céramique, etc. de différents styles régionaux). Ces salles se trouvent dans l'ancien harem. Elles présentent des collections exceptionnelles de suzanis.
- Exposition ethnographique d'un intérieur boukhariote citadin

Il est à noter que le parc du jardin  a été restauré avec un grand soin apporté à la préservation de la flore et de la faune.

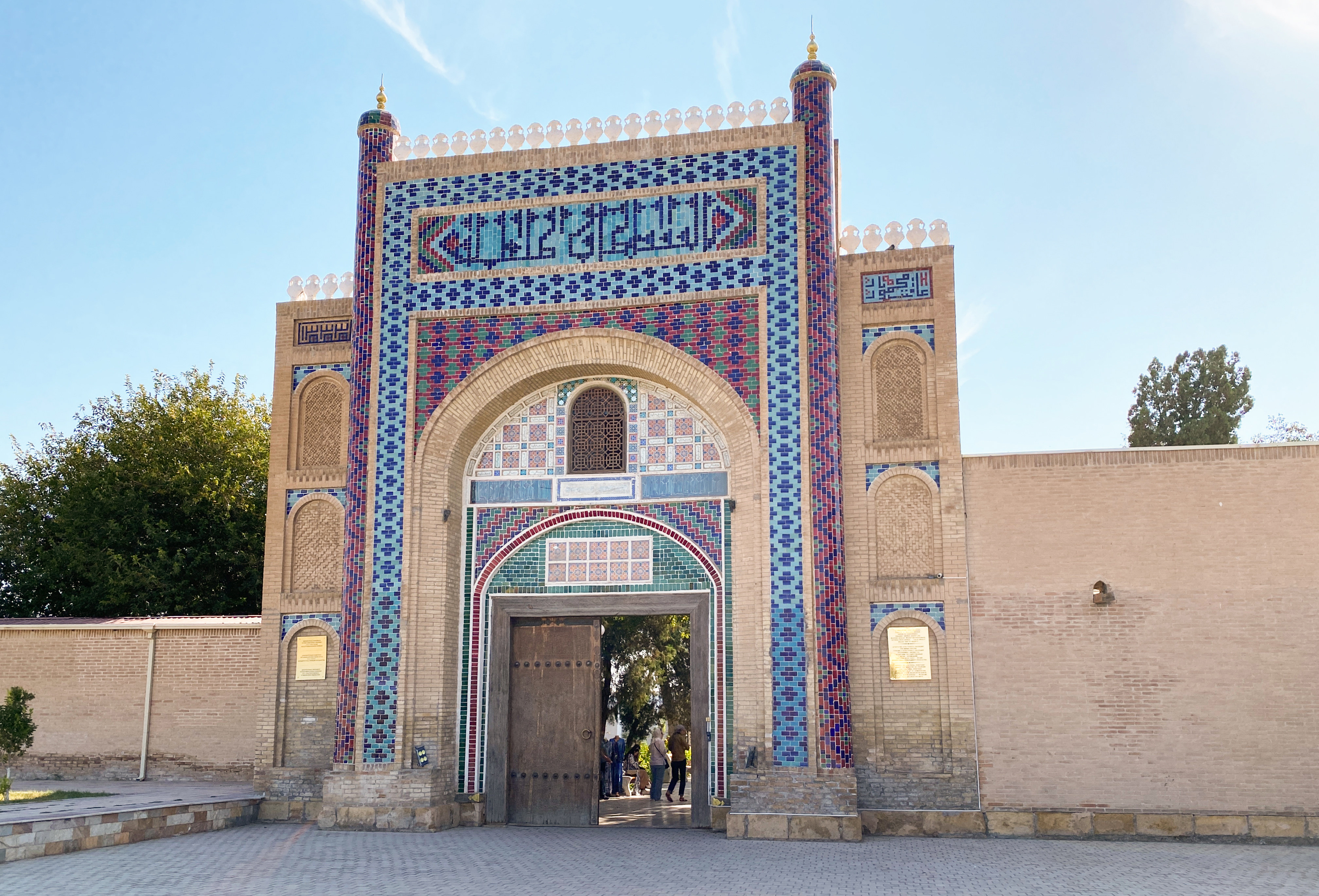
Entrée du domaine palatial
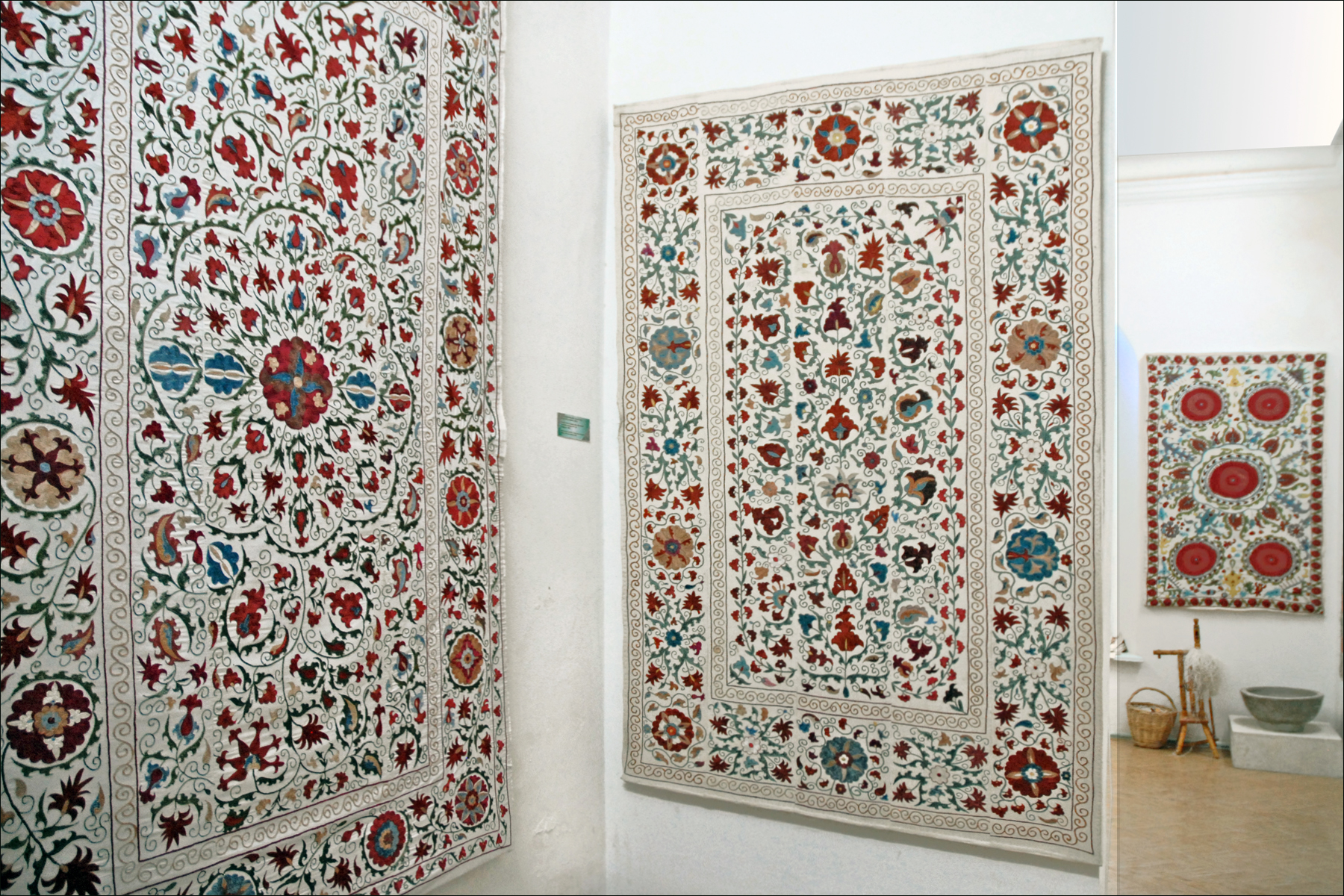
Une des salles consacrées à la broderie
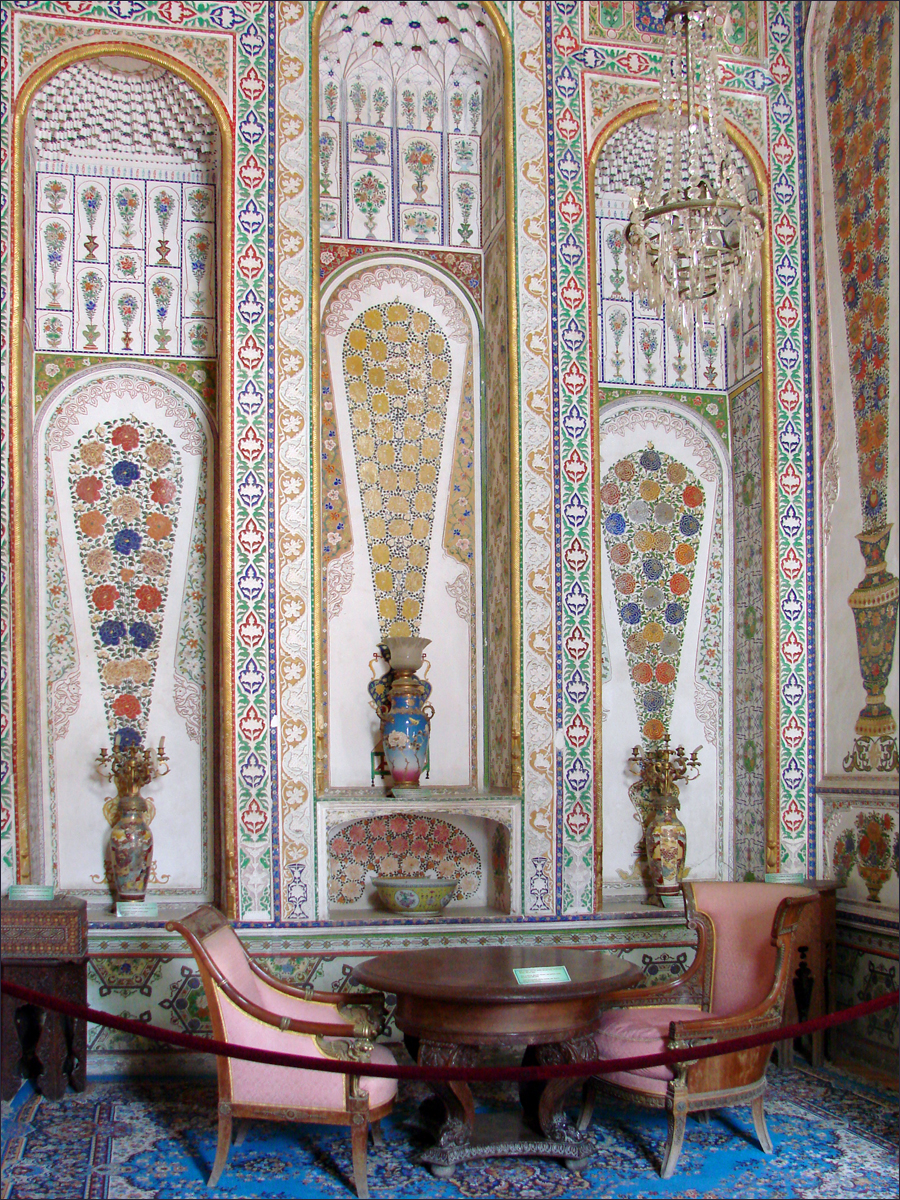
Un des salons des appartements de l'émir
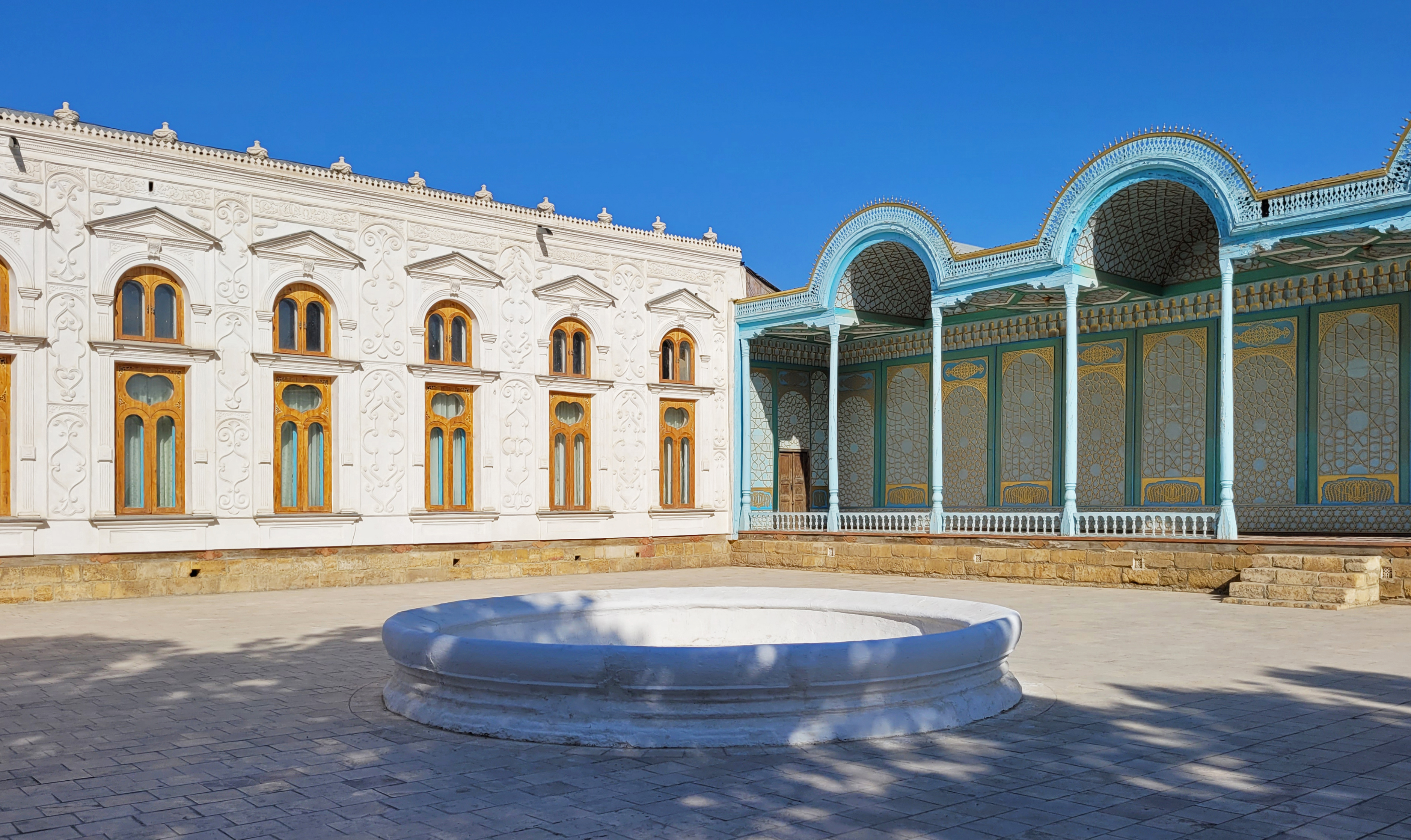
Cour intérieure
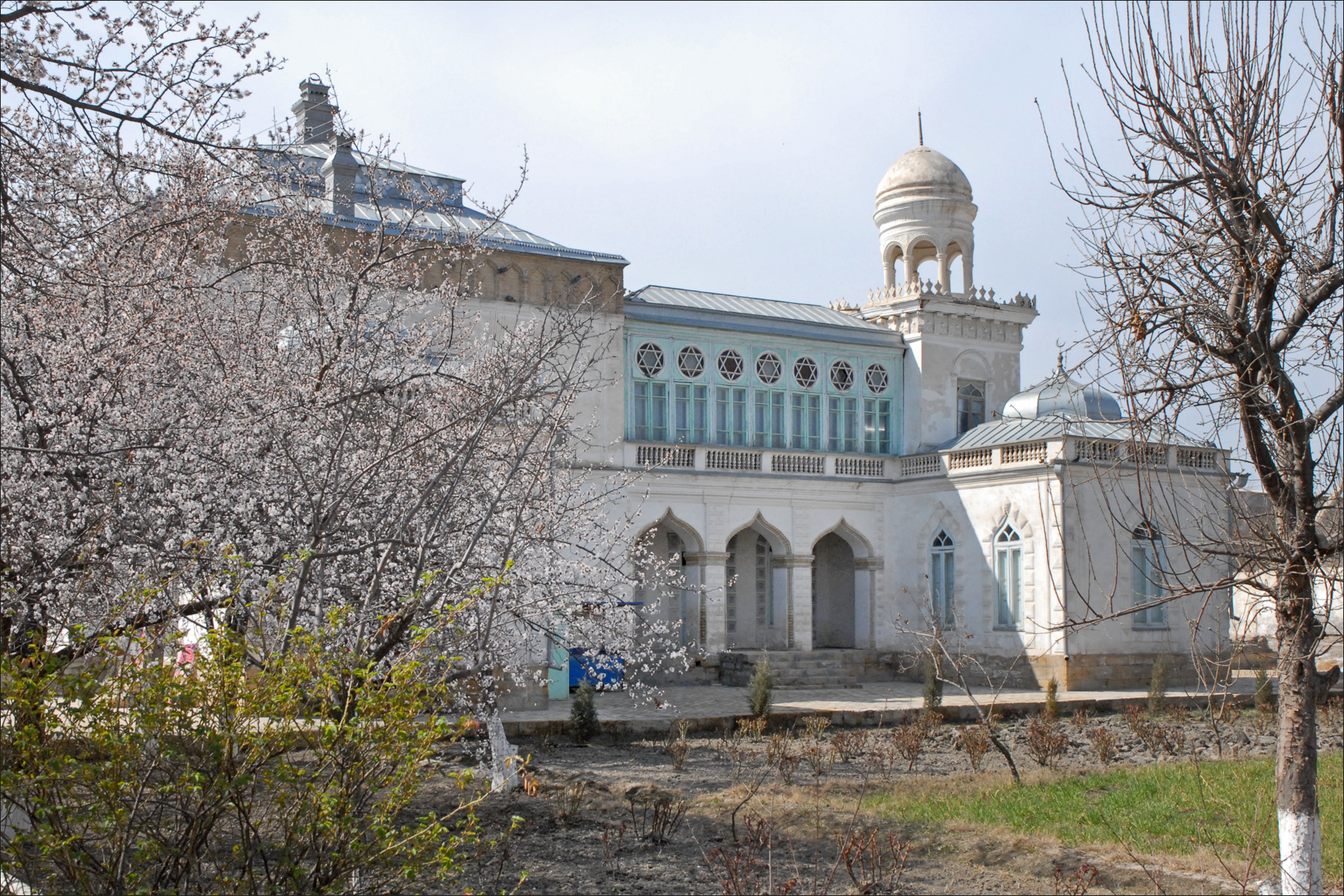
Vue arrière